# Lung Leng
Lung Leng là di chỉ khảo cổ có niên đại từ thời tiền sử thuộc xã Sa Bình, huyện Sa Thầy, tỉnh Kon Tum, Việt Nam.
Giới khảo cổ Việt Nam đã phát hiện ra Lung Leng vào năm 1999 trong quá trình xây dựng nhà máy thủy điện. Di chỉ này được khai quật vào năm 1999 và 2001 với diện tích khoảng 11.500 mét vuông hoặc khoảng 123.784,97 foot vuông. Giới khảo cổ đã tìm lại được hơn 14.000 đồ tạo tác bằng đá, gốm và kim loại từ Lung Leng. Cuộc khai quật Lung Leng được công nhận là một trong những cuộc khai quật khảo cổ học lớn nhất do người Việt Nam tiến hành từ trước đến nay. Số hiện vật được tìm thấy nơi đây dự định đem trưng bày tại Bảo tàng Lịch sử Thành phố Hồ Chí Minh và là những dấu hiệu đầu tiên thuộc về nền văn hóa Sơn Vi trên Tây Nguyên vốn có từ thời đại đồ đá cũ. 